# 멜 백즈
아멜리아 에블린 보이시 백즈(아만다 멜리사 백즈로 태어남; 1980년8월15일 – 2020년4월11일)는 또한 멜 백즈로 알려졌는데, 미국인 논바이너리 블로거였으며 자폐와 장애라는 주제로 대부분 글을 썼고, 초기의 자폐권리운동에서 높은 지명도를 얻었다. 백즈는 말하기 위해 소통 도구를 사용했고 저기능 자폐인으로 그들 자신을 언급했다. 백즈의 과거에 대한 사실들은 그것들의 진위판단에 대한 일정한 불확실성을 만들었다.

## 어린 시절
1980년8월15일에 캘리포니아 마운틴 뷰에서 백즈는 태어났는데 로널드 그리고 애나 (결혼 전에는 린치) 백즈 사이에서 말이다. 1994년에, 그들[백즈]은 하커 학교, 디 앤자 대학 그리고 '사이먼즈 락의 바드 대학'에 다녔는데, 그 대학은 고등학교 연령의 십대를 위한 것이었고, 14살에 다녔다. 2005년에 친구에게 더 가까워지기 위해 캘리포니아에서 버몬트로 백즈는 이사했다.

## 활동
백즈는 "진실을 밝혀내기"라고 이름지어진 웹사이트를 만들었는데, 미국자폐인협회에 의한 선전활동에 대한 대응이었다. 자폐장애인들을 연민의 대상으로 미국자폐인협회의 선전활동이 만든다고 그들은 주장했다. 그들은 또한 장애에 대해 모임에서 발언했고, 자폐장애를 연구하고 있던 매사추세츠공과대학 과학자들과 일했다.
2007년 1월에, "나의 언어로"라는 이름의 유튜브 영상을 백즈는 게시했는데 자폐장애인으로 살아가는 경험을 설명하는 것이었고 그것은 시엔엔의 많은 기사들의 주제가 되었다. 백즈는 또한 앤더슨 쿠퍼의 블로그의 영상에 대해 방문자 글을 게시했고 이메일을 통해 대중에게서 온 질문들에 대답했다. 백즈에 대해, 산제이 굽타는 말했다:
[그들은] 나에게 다음과 같이 말했는데 그것은 왜냐하면 공식적인 구어로 대화를 [그들이 하지 않기] 때문에, [그들이] 누락되고, 폐기되고 정신적으로 뒤쳐친다고 생각된다는 것이었다. 어떤 것도 진실에서 나온 것일 수 없다. [그들의] 아파트에서 [그들]과 내가 앉아있었을 때, 나는 궁금해할 수밖에 없었는데 아만다 같은 얼마나 많은 사람들이 저 밖에서, 숨겨져 있지만, 우리가 그냥 더 열심히 노력한다면, 만날 수 있을까 하고 말이다.

비디오 예술가 마크 레키는 인정했는데 그가, 한편으로, 백즈의 무생물과의 정서적 교감에 대해 부러워한다고 말이다. 레키의 영상 "쇼를 위한 제안들"의 도입부의 노래는 백즈의 "나의 언어로"에서 따온 것이다.
자폐장애 인식에 대한 지속적인 재정의를 백즈는 옹호했는데, 인식이 부모와 일부 지지자 둘모두에 의해 잘못 형성되었다고 주장하면서 말이다. 그들은 두 가지의 온라인 블로그에 글을 썼다: “불필요한 존재”와 “비난하기와 토론하기”.
백즈는 그들이 그들의 첫 블로그를 “불필요한 존재”로 이름지었다고 말했는데 그들 같은 사람들이 가치있는 삶을 살 수 있다는 것을 보여주기 위해서이며왜냐하면 그것이 장애인을 능력없다고 설명하는 데 사용되는 역사적 용어, “불필요한 존재 [독일어]”였기 때문이다.

## 개인적 삶
백즈는 그들 자신을 그들의 글에서 성별없고 논바이너리라고 설명했다. 그들은 또한 레즈비언으로 정체화했고 ‘그것’을 제외한 어떤 대명사라도 썼는데, 비록 새 대명사 씨/히어 그리고 지/지어[zir?]를 그들이 선호하지만 말이다. 2014년에 아멜리아 에블린 보이시 백즈로 법적으로 그들의 이름이 바뀌었다.
많은 백즈의 급우들이 일상적이지 않은 그들의 추측되는 나빠진 것들이 드러나는 것을 발견해왔는데 백즈가 "완전히 전형적인 방식으로 말했고, 수업에 참여했고, 데이트했고, 다르게 행동했다"고 시간이 지나 주장하면서 말이다. 이 급우들에 따르면, 전형적으로 진행하는 사춘기로 백즈가 행동했고, 많은 양의 향정신성 약물의 장기간 사용 이후에 정신적 문제를 겪기 시작했는데, 정신적 파괴로 그것은 이어졌고 그 이후에 백즈는 사이먼즈 락에서 벗어나서 정신 병원에서 시간을 보냈다. 사이먼즈 락을 떠난 이후에, 1990년대 후반에 데자 뉴스(현재 구글 그룹)에 백즈는 방대하게 글을 썼는데, 그들의 약물 사용과 정신적 파괴에 대해 논의하면서, 정신분열로 그들이 진단되었다고 주장하면서, 그리고 그들이 또한 해리성 정체성 장애를 가져왔을 수도 있다고 이론화하면서 말이다. 백즈는 이후에 그들이 해리성 정체성 장애를 가지고 있지 않다고 말했고 그들 자신과 다른 사람들을 "속여"왔던 것에 대해 1997년에 사과했는데 그때는 그들의 실제 진단명이 정신분열이었을 때였다. 2002년에, 백즈는 그들이 다음의 장애를 가지고 있는 것으로 판명되었다고 글을 게시했는데 그 장애는 스탠포드 대학병원의 의료진에 의하면 자폐보다는, 뮌하우젠 증후군이었고, 그것의 정확성에 대해 백즈는 이의를 제기했다. 백즈는 그들의 2007년 시엔엔 출연 이후에 질문을 받았을 때 온라인 상에서 그런 세부사항들에 대해 논쟁하지 않았지만, 그들의 20대의 나이 때의 모든 기능적 발화의 상실을 주장했다. 덧붙여서, 다른 자폐장애 옹호자들도 또한 그들의 진단의 타당성을 의문시해왔는데, 저기능 자폐장애의 요건들 중 많은 것을 백즈가 충족하지 않았던 상황에서 말이다. 슬레이트 지의 기사는 다음과 같이 보도되었는데 그들의 이야기에 의혹을 제기한 것에 대해 백즈에 의해 고용된 변호사에 의해 법적 행위로 일부의 그들의 과거 지인들이 위험에 처해왔다고 말이다.
보완적 소통이 자폐를 가진 사람들 사이에서 다소 일상적이라고 백즈는 주장했는데 비록 그들이 또한 논쟁적인 촉진적 의사소통을 그리고 다른 광범위하게 과학적으로 불신되는 대안 요법들을 지지했지만 말이다. 백즈는 다음 두 가지를 주장했는데 촉진적 의사소통을 사용한다는 것을, 그리고 '페이'라는 그들의 고양이가, 페이가 그들의 몸을 이리저리 움직일 때 그들의 최고의 촉진자라는 것을 말이다.
자폐에 덧붙여서, 양극성 장애, 해리성 장애, 정신장애, 정신분열증, 그리고 위마비를 가지고 있어왔다고 백즈는 또한 주장했다. 다음의 것을 포함해서, 수많은 다른 증후군과 장애에 대해 그들을 글을 적었는데 그것은 강박장애, 뚜렛증후군, 외상후스트레스 장애, 두개안면 이상, 공감각, 기관지확장증, [관절] 과유연성 [증후군], 얼렌 증후군, 그리고 천식이다.

## 사망
버몬트 벌링턴에서 39살의 나이로 2020년 4월 11일에 백즈는 사망했는데; 그들의 죽음의 원인이 호흡기 장애로 여겨진다고 그들의 어머니는 말했다. 그들의 어머니, 두 명의 형제들, 그리고 그들의 할머니가 생존해 계셨다.